# Czajków Południowy
Czajków Południowy – wieś w Polsce położona w województwie świętokrzyskim, w powiecie staszowskim, w gminie Staszów. 

## Dawne części wsi – obiekty fizjograficzne
W latach 70. XX wieku przyporządkowano i opracowano spis lokalnych części integralnych dla Czajkowa i Czajkowa Poduchownego zawarty w tabeli 1.

| Nazwa wsi — miasta      | Nazwy części wsi — miasta                       | Nazwy obiektów fizjograficznych — charakter obiektu |
| ----------------------- | ----------------------------------------------- | --- |
| I. Gromada WIŚNIOWA     |                                                 | |
| 1. Czajków              | 1. Buczyny 2. Czajków-Leśni- czówka 3. Skotnica | 1. Browarka — droga 2. Buczyny — pole 3. Łazy — pole, krzaki 4. Łąki Prętowe — łąka 5. Łęczyny — pole, bagna, łąka 6. Pastwiska — pole 7. Pod Rzeką — łąka 8. Pod Wiązownicą — pole 9. Poręby — łąka, pole, nieużytki 10. Przymiarki — pole, las 11. Rynsztoki — pole 12. Strugi — pole, krzaki, bagna |
| 1. Czajków Podu- chowny | —                                               | — |

## Geografia
Czajków Południowy leży na wzniesieniach na południowym brzegu rzeki Kacanki. Na jej północnym brzegu znajduje się Czajków Północny. Region leży na pograniczu dwóch mikroregionów: Niecki Nidziańskiej i Wyżyny Sandomierskiej.
Miejscowość znajduje się na odnowionej trasie Małopolskiej Drogi św. Jakuba z Sandomierza do Tyńca, która to jest odzwierciedleniem dawnej średniowiecznej drogi do Santiago de Compostela.

## Historia
Czajków Południowy i Północny wzmiankowane są w Słowniku geograficznym Królestwa Polskiego jako jedna miejscowość Czajków. Była wówczas, w XIX wieku, wsią rządową, położoną w powiecie sandomierskim, gminie Wiśniowa, należącą do parafii w Wiązownicy. W 1827 roku liczyła 90 domów i 491 mieszkańców, zaś w 1880 roku 638 mieszkańców i 1663 mórg ziemi włościańskiej.
W czasie okupacji niemieckiej w latach 1939–1945 Czajków należał do dystryktu radomskiego Generalnego Gubernatorstwa. 
Po wyzwoleniu w 1945 r. władze Polskiej Rzeczypospolitej Ludowej przywróciły przedwojenny podział administracyjny i wówczas Czajków znalazł się ponownie w obrębie powiatu sandomierskiego. W reformie administracyjnej z 1954 r. utworzona została gromada Czajków, w powiecie sandomierskim, w województwie kieleckim, która w tym samym roku weszła w skład nowo utworzonego powiatu staszowskiego. W 1961 roku gromadę Czajków zniesiono, a wieś włączono do gromady Wiśniowa. Od 1973 r. wieś należy do reaktywowanej gminy Wiśniowa. W latach 1975–1998, po zniesieniu powiatów, miejscowość administracyjnie należała do województwa tarnobrzeskiego, przy czym od 1977 r. wchodzi w skład gminy Staszów, po włączeniu do niej gminy Wiśniowa. Po reformie administracyjnej z 1999 r. ponownie należy do powiatu staszowskiego, reaktywowanego w ramach województwa świętokrzyskiego.
W 2006 r. we wsi wybudowana została hala sportowa, w której swoje mecze rozgrywa Uczniowski Ludowy Klub Sportowy Czajków.
Wierni kościoła rzymskokatolickiego należą do parafii św. Michała Archanioła w Wiązownicy-Kolonii.